# Barbarista pauperis
Barbarista pauperis är en tvåvingeart som beskrevs av Rohacek 1993. Barbarista pauperis ingår i släktet Barbarista och familjen sumpflugor.
Artens utbredningsområde är Kamerun. Inga underarter finns listade i Catalogue of Life.